# Anthony Levi
Anthony Levi (ur. 30 maja 1929 r. w Ruislip, Middlesex, zm. 31 grudnia 2004 roku w Chipping Norton, Oxfordshire) – brytyjski historyk, romanista i ksiądz. Jego dziadek był nawróconym na katolicyzm Żydem, a matka pochodziła z rodziny, która wydała wielu księży. 
W 1949 roku Levi wstąpił do zakonu jezuitów. Święcenia otrzymał w 1962 r. W 1971 odszedł z zakonu i zajął się historiografią. Był m.in. autorem biografii kardynała Richelieu (Cardinal Richelieu and the Making of France, 2000) i Ludwika XIV (Louis XIV, 2004). Na język polski przetłumaczono drugą z tych prac jako Ludwik XIV. Epoka intryg i spisków (Wydawnictwo Bellona 2008).